# Тьотя Мотя
«Тьотя Мотя» — другий роман російської письменниці Маї Кучерської, що вийшов в 2012 році. Героїня роману — москвичка Марина, яка розчарувалась у сімейному житті. За словами авторки, предметом дослідження в її романі став інститут сім'ї.
Вперше журнальний варіант опублікований влітку у журналі «Знамя» (2012, № 7-8). Повністю книга вийшла восени того ж року у видавництві «Астрель»; в оформленні обкладинки була використана картина Модільяні «Жінка в коричневій сукні». Роман був добре прийнятий критиками та завоював ряд літературних нагород.

## Сюжет
Дія починається у вересні 2004 року. Марині, відомої близьким також під домашнім прізвиськом «Мотя», 32 роки, вона філолог за освітою і перші роки після закінчення МДУ працювала вчителькою у школі. Зараз вона — коректорка у щотижневій газеті. Вже шість років вона одружена з Колею, хлопцем з простої сім'ї, фахівцем з комп'ютерного «заліза». У них п'ятирічний син Артем («Теплий»). Шлюб обтяжує Марину, взаєморозуміння з чоловіком давно втрачене і сімейне життя триває тільки за інерцією.
На роботі Марина знайомиться з Михайлом Ланіним — п'ятдесятилітнім журналістом, знаменитістю, який пише колонки про подорожі в їхній газеті й веде популярну передачу на телебаченні. Ланін пропонує Марині як редакторці взяти участь у проєкті газети про сімейні історії, і дає їй почитати матеріал, що прийшов від провінційного вчителя історії Голубєва з міста Калиніва. Голубєв, який створив при школі краєзнавчий музей, захопливо описує життя свого прадіда-священника та його дітей, доля яких у роки революції та громадянської війни виявилася трагічною. Марина повністю занурюється у світ цієї сім'ї, знаходячи в ньому розраду від своєї депресії, та вступає у листування з Голубєвим.
Тим часом взаємна симпатія Марини та Ланіна переростає в бурхливий роман, ретельно приховуваний і від чоловіка Марини Колі, і від важкохворої дружини Ланіна Люби. Марина вперше усвідомлює, що вона здатна любити, проте ця здатність була заглушена невдалим шлюбом. Попри це, її подруга Тишка, багатодітна мати, просить її дати Колі останній шанс і спробувати зберегти сім'ю.
Після однієї зі сварок з Колею Марина з Теплим їде на вихідні в Калинів, де зустрічається з Голубєвим. Той розповідає їй, що нещодавно випадково виявив в покинутій садибі, де жили нащадки місцевого поета Алдашина, щоденник жінки, яка жила на початку XX століття, і займається його розшифровкою.
Поступово в романі Марини та Ланіна починається криза. На пропозицію Марини створити сім'ю Ланін відповідає відмовою: він не може залишити хвору дружину. Незабаром Марина і Ланін майже перестають спілкуватися, хоча зближення з Колею у Марини так і не відбувається. На початку літа вона, за пропозицією подруги Олени, їде до Іспанії, де працює нянькою в російській сім'ї. Ця подорож допомагає їй відірватися від усього і відчути себе вільною. Своєю чергою Коля, який захоплюється кайтінгом, під час поїздки з друзями у В'єтнам має тривалу бесіду зі старим буддистом, який допомагає йому знайти душевний спокій. Влітку помирає дружина Ланіна.
У Калинові згорає краєзнавчий музей Голубєва. Завдяки випадково знайденій фотографії, він розуміє, що його батьком (розстріляним у рік його народження) був онук поета Алдашина, а знайдений ним щоденник жінки — це щоденник його бабусі.
Повернувшись до Москви, Марина дізнається, що у неї буде дитина. Вона не розриває відносини з Колею, як планувала, і згадує слова Голубєва про те, що найважливіше — це традиційний уклад, і якщо він втрачений, його треба створювати. Марина народжує дочку.

## Авторка про роман
Мая Кучерская працювала над романом сім років. Спочатку твір замислювалося як «повість про вульгарність», проте з часом повість перетворилася на роман з ширшою проблематикою: про «павутину вульгарності у відносинах, навіть любовних», і не тільки про це. Свій задум і назва роману Мая Кучерская прокоментувала так:
|  | Роман якраз про те, як прорватися від безстатевої, зачучканої тітки з сумками до себе, своєї жіночності, своєї краси, задумом про себе. Адже насправді героїню звуть Марина. Це її справжнє ім'я, це формула її особистості, до самого дна. Але драма героїні в тому, що вона, як і багато, багато, як тисячі таких самих російських тьоть, не може прорватися до власної серцевини. Комплексує, відчуває себе тіткою з сумками, тупуватою Матрешею, а не вільною, розкутою, розумною, чуйною Мариною. |

Не відразу в романі з'явилися і дві сюжетні лінії — одна, яка відбувається з героїнею в наші дні, і інша, присвячена життю провінційної сім'ї в кінці XIX — початку XX століття:
|  | Спочатку я хотіла написати сімейну сагу, про життя однієї сім'ї на рубежі 19-20 століть... Але потім я зрозуміла, що хоча особисто мені надзвичайно цікаво, як люди тоді жили, про що вони говорили, що читали, про що думали священники, накажчики, інститутки, гімназисти, одного мого інтересу до теми — мало, і осолити цю історію вигаданої мною зниклої родини може лише історія родини сучасної. Інакше вийде Борис Акунін. І з'явилася сучасна лінія — і вона стала головною. Моя героїня, читаючи старі листи та спогади, випадково стає свідком минулого життя. Ця інше життя з'являється їй в кризовий для неї момент, і вона дивиться туди з надією, шукає в ній відповідь. Але відповіді не знаходить. |

Після «Сучасного патерика» і «Бога дощу», в яких центральне місце займає тема православ'я, Кучерська не хотіла писати про церкву в новому романі. Проте, цю тему повністю обійти не вдалося: одним із героїв «дореволюційної» лінії виявився провінційний священник, а подруга Марини Тишка обговорює з нею кризу в її родині з позиції вірянина.
Відповідаючи на питання критиків про подібність сюжету роману з «Анною Кареніної» Толстого, автор погодилася з тим, що вона «враховує толстовський досвід», зазначивши, що обожнює «Анну Кареніну» і вважає її одним «з найдосконаліших — архітектурно і за закладеною в нього багатозначності, глибині сенсу — романів у світовій літературі». Кучерська також зазначила, що між романом Олександра Архангельського «Музей революції» і «Тіткою Мотею» маються перетини, хоча твори створювалися абсолютно незалежно.

## Критика
Критика розійшлася в оцінках роману Кучерської. Так, Наталія Кочеткова вважає, що
«Маї Кучерській дивним чином вдалося прописати в цьому романі все — і любовний трикутник, і «думку сімейну». Делікатно поговорити про віру в Бога і таїнство шлюбу. Нарешті, вплести в оповідання історичну сюжетну лінію. Відмінний, складний, красивий роман без єдиного провисання.»
Високо оцінила роман і Галина Юзефович:
«…Те, що в іншого автора послужило б сюжетом для банальної мильної опери, у Кучерської стає основою для жорсткої екзистенціальної драми про духовне переродження і неминучоме повернення до вікових засад. А перебільшена ясність і безстрашність її погляду змушують відгукуватися на «Тьотю Мотю» не головою навіть, а діафрагмою: так, все так, все правда.»
Аналогічно, Віра Копилова схарактеризувала «Тьотю Мотю» як «блискуче написаний і абсолютно не жіночий роман про жінку з філологічною душею, протиставлену простому сисадміну, „чіткому пацану“, яких у нас мільярди».
Літературознавча робота Е. Р. Варакіна, присвячена роману, розглядає його як художнє дослідження філософії сім'ї, «думки сімейної» з набуттям вищої цінності у фіналі — любові. На думку автора, героїня знаходить «ту любов, яку вона не могла знайти ні в собі, ні у чоловікові, ні у коханці, ту любов, яку з останніх сил намагався дати їм з Колею Тьомка, „прикриваючи“ собою їхній шлюб». Дослідниця проводить порівняння роману Кучерської з його «головним тематичним прототекстом» — «Анною Кареніною» Льва Толстого, відзначаючи, що героїня Кучерської в схожій ситуації вибирає не пристрасть, а сім'ю.
На думку Олени Дьякової, Кучерська написала «роман про дуже сміливу жінку» («Книга Кучерської смілива тверезим смиренням її героїні»), тому що «рішення, прийняте нею, потребує мужності. Жити, терпіти та любити, не тікати з дому — взагалі заняття для найбільш сміливих». Тетяна Соловйова порівнює Тітку Мотю з гучним романом, що вийшов на рік раніше, «Жінки Лазаря» Марини Степнової — обидві книги «стверджують примат сімейного затишку і приватного життя над усім іншим, включно з талантом, покликанням, життям для інших», і в цьому сенсі можна говорити про появу в Росії «нового сімейного роману». Критик також відзначає християнські символи та паралелі в романі, до яких відносить, зокрема, образ неопалимої купини, а також народження у фіналі дівчинки від двох батьків, яке можна розглядати як «своєрідну інверсію непорочного зачаття, метафізично згаданого на початку роману».
Навпаки, Анна Наринська, відносячи роман до «начебто інтелігентних і цікавих творів», нарікає на банальність ідей, які письменниця викладає «з чесною манірністю хорошої жінки, <…> з повною упевненістю, що її погляд на любовно-сімейну драму — він же такий неординарний». Георгій Семикін схарактеризував жанр роману як «по-своєму новий у світлі постійних сьогоднішніх наїздів на інтелігенцію. Жанр цей можна визначити як „роман безвідповідальності“» на його думку, основні герої твору — «безвідповідальні, усюди шукають тільки самовираження, декаданці не до часу».
Критик Віктор Топоров, реагуючи на журнальний варіант роману, назвав міркування Тітки Моті про красу російського стилю і складу «настільки ж кострубатими або, в кращому випадку, стилістично тьмяними, як і весь роман», схарактеризувавши книгу, як «дамське рукоділля» і зробивши висновок про те, що в журналі роман був опублікований аж ніяк не внаслідок літературних чеснот. Порівнюючи роман Кучерської з романом Володимира Губайловського «Учитель цинізму», опублікованому в той самий час в «Новому світі», Топоров робить висновок про те, що «Тьотя Мотя» — це не роман, а «злегка перетворений у належний бік творчою фантазією автометаопис услужливої пані середніх літ».

## Нагороди та номінації
- 2013 — Перше місце в читацькому голосуванні премії «Велика книга» (голосування відбувалося в мережі Фейсбук).
- 2013 — Короткий список премії «Велика книга»
- 2013 — Короткий список премії «Ясна Поляна»
- 2013 — Довгий список премії «Російський Букер»
- 2013 — Довгий список премії «Нацбест»